# Scrophularia azerbaijanica
Scrophularia azerbaijanica är en flenörtsväxtart som beskrevs av Hans Rudolph Jürke Grau. Scrophularia azerbaijanica ingår i släktet flenörter, och familjen flenörtsväxter. Inga underarter finns listade i Catalogue of Life.